# Perro de vidrio de Wallertheim

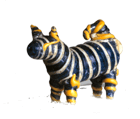
El perro de vidrio polícromo de Wallertheim.

El perro de vidrio de Wallertheim es una estatuilla de vidrio polícromo descubierta en el yacimiento arqueológico de Wallertheim en Alemania, en una tumba celta que data de finales del periodo de La Tène.

## El yacimiento arqueológico de Wallertheim

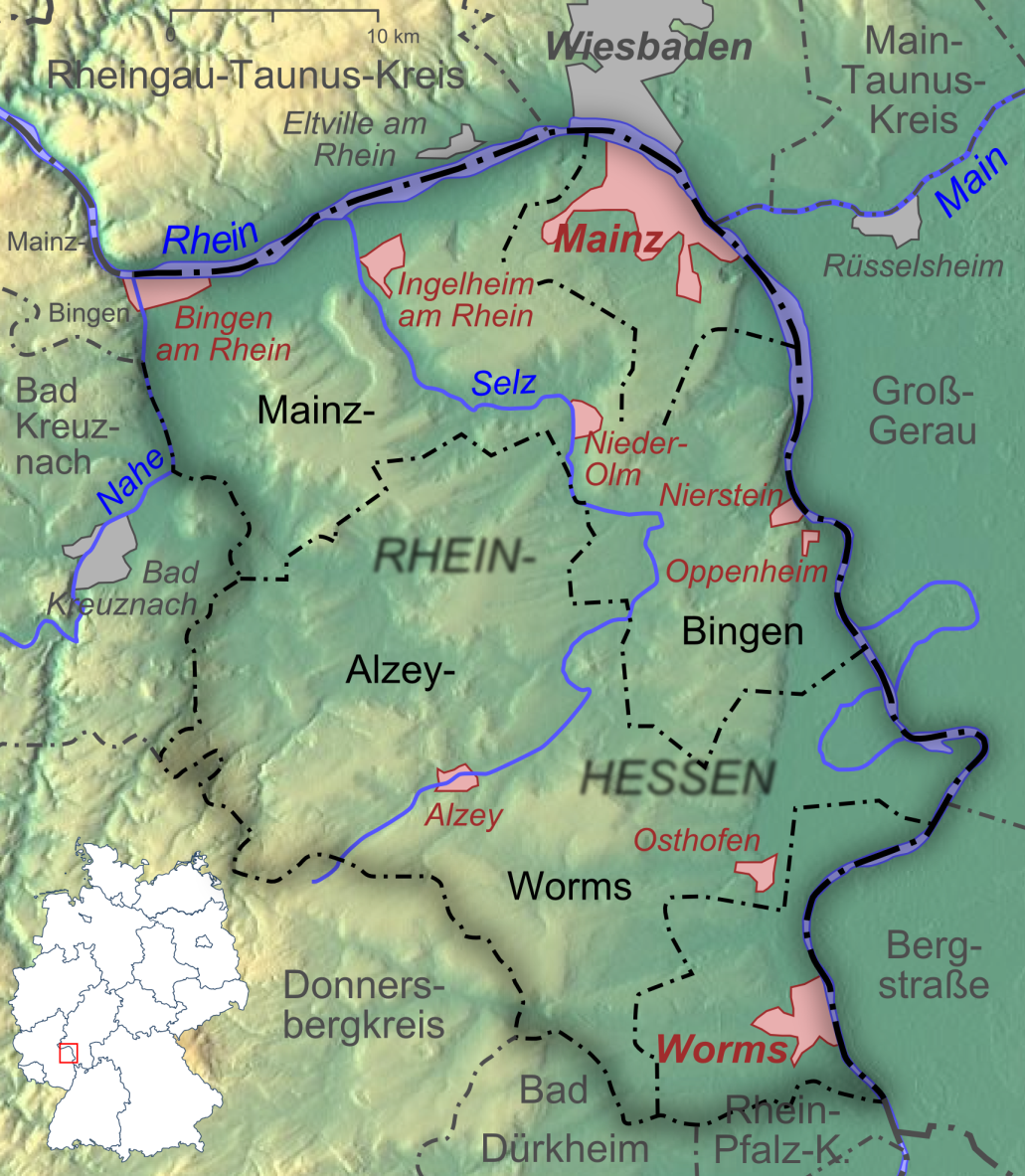
El Hesse Renano atravesado por el Wiesbach.

Wallertheim es una localidad que depende de la municipalidad de Wörrstadt, ubicada en el distrito de Alzey-Worms en el Hesse Renano, al sudeste del Land de Renania-Palatinado, y conocida por sus descubrimientos arqueológicos provenientes de la Edad de Piedra y la civilización celta. El sitio arqueológico se ubica sobre la localización de una antigua fábrica de ladrillos al suroeste de la estación del pueblo, en los cerros atravesados por el Wiesbach a veinticinco kilómetros de Maguncia.
Es uno de los sitios más conocidos del Paleolítico Medio en Alemania. Su fama se remonta a los años 1920 cuando Otto Schmidtgen, el antiguo director del Museo de historia natural de Maguncia, emprendió excavaciones en los sedimentos del Pleistoceno dejados por el Wiesbach. En 1927 y 1928, una gran cantidad de material arqueológico fue desenterrado de una excavación de aproximadamente 430 m2 por el equipo de Schmidtgen: centenares de artefactos líticos conservados en el Museum für die Archäologie de los Eiszeitalters del Castillo Monrepos de Neuwied y en el Museo de historia natural de Maguncia, y más de 12 500 restos de fauna atribuidos a las actividades de los cazadores neandertales, incluidos numerosos restos de bisontes. 
Otras campañas de excavación continuaron en 1938, 1970, 1978 y 1979, luego en los años 1990, a iniciativa de la Universidad de Connecticut en colaboración con el Museo Central Romano-Germánico de Maguncia y el despacho del Landesamt für Kultur und Denkmalpflege, realizadas por un equipo dirigido por Nicholas J. Conard. Los restos de grandes bóvidos y caballos son los restos animales más numerosos, seguidos de los de gamos, jabalíes, ciervos y castores, revelando un entorno interglaciar. Los artefactos descubiertos han permitido demostrar que los objetos estaban clasificados según su utilidad, la mayoría son raederas de cuarcita, pero también hay objetos de andesita, de riolita y de ágata.
Dos especies de équidos (miembros de la familia de los caballos) han sido encontrados en Wallertheim. Uno es el ancestro inmediato del asno europeo moderno y el otro es el antepasado directo del caballo moderno, ambos extinguidos hacia 10 000 a. C.

## El perro de vidrio polícromo
En 1951 se encontraron en el lugar varias tumbas de la época de La Tène, destacando dos tumbas contiguas numeradas 31 y 32. En una de ellas se descubrió, entre otras, la figurilla de un perro en vidrio polícromo junto a una sepultura de incineración. Data del siglo II a. C.
De todos los descubrimientos, el más conocido es «el pequeño perro de Wallertheim». Se trata de una figurita encontrada entre el ajuar funerario de un niño. Es de tamaño minúsculo (2,1 cm de longitud por 1,6 cm de altura) y moldeado en vidrio de color azul, rayado con filamentos blancos en el cuerpo. Es rechoncho, cilíndrico, hueco y abierto por detrás. Las patas son cortas y anchas, la cola levantada y en tirabuzón, caída hacia delante, y pequeñas orejas puntiagudas ubicadas sobre una cabeza alargada un poco desproporcionada, con filamentos amarillos también.
Las representaciones de perros son relativamente escasas en este periodo de la cultura celta. Hay figurillas de arcilla, de bronce, de hierro o de azabache, pero nunca de vidrio. El perro de Wallertheim es único en el mundo.
La figurita se exhibe en el Museo del Land de Maguncia. Apodado Kelti, el perrito se acabó convirtiendo en el símbolo de los talleres pedagógicos del museo.